# Jonas Lie (1833-1908)
Pour les articles homonymes, voir Jonas Lie et Lie.
Jonas Lauritz Idemil Lie est un écrivain norvégien né à Hokksund, dans le sud de la Norvège le 6 novembre 1833 et mort le 5 juillet 1908 à Stavern. Il est considéré comme l'un des quatre plus grands écrivains norvégiens du XIXe siècle avec Henrik Ibsen, Bjørnstjerne Bjørnson et Alexander Kielland.

## Biographie
Lorsque Jonas est âgé de cinq ans, sa famille déménage dans la ville de Tromsø, au nord du pays, où son père exerce la fonction de juge. Les paysages et les marchands et pêcheurs russes, lapons et finlandais le fascinent, il les placera souvent au cœur de ses romans. Lie suit des cours de droit à l'université de Kristiania où il rencontre Ibsen et Bjørnson. Il devient avocat en 1859 à Kongsvinger en Norvège méridionale et écrit des articles pour des journaux et un recueil de poèmes.
En 1860, il épouse sa cousine Thomasine Lie qui le pousse à écrire. En 1868, le couple s'installe à Kristiania et en 1870 paraît le premier grand livre de Jonas Lie, Den fremsynte, suivi de Tremasteren Fremtiden en 1872. Les deux romans décrivent avec réalisme et talent la vie des hommes dans le grand nord et leur rapport à la mer.
Jonas et Thomasine vivent à Rome, en Allemagne puis à Paris de 1882 à 1906 où le couple côtoie la génération en exil temporaire de la bohème norvégienne, en particulier Knut Hamsun et Hans Kinck. Puis ils visitent l'Europe avant de retourner en Norvège où Thomasine Lie meurt en 1907, un an avant Jonas.
Son petit-fils, également nommé  Jonas Lie, est un homme politique norvégien, ministre de la Police du gouvernement collaborateur durant l'occupation nazie.

## Publications
- Digte 1867
- Den Fremsynte 1870
- Tremasteren Fremtiden 1872
- Fortællinger og Skildringer 1872
- Lodsen og hans Hustru 1874
- Faustina Strozzi 1875
- Thomas Ross 1878
- Adam Schrader 1879
- Rutland 1880
- Grabows Kat 1880
- Gaa paa! 1882
- Livsslaven 1883
- Familjen paa Gilje 1883
- En Malstrøm 1884
- Otte Fortællinger 1885
- Kommandørens Døtre 1886
- Et Samliv 1887
- Maisa Jons 1888
- Digte 1889
- Onde Magter 1890
- Trold I-II 1891-92
- Niobe 1893
- Lystige Koner 1894
- Naar Sol gaar ned 1895
- Dyre Rein 1896
- Lindelin 1897
- Wulffie & Co 1897
- Faste Forland 1899
- Naar Jerntæppet falder 1901
- Ulfvungerne 1903
- Østenfor Sol, vestenfor Maane og bagom Babylons Taarn! 1905
- Eventyr 1908

## Traductions en français
- Niobé, roman contemporain (traduit par Maurice et Henry Dumay, paru sous forme de roman-feuilleton dans Le Temps du 30 mars 1904 au 10 mai 1904)
- Trolls,  L'Élan, 2005 (nouvelles)  (ISBN 2909027627)
- La Famille de Gilje, L'Élan, 2007  (ISBN 2909027716)